# Gutachten zu den rechtlichen Folgen von Israels Besatzungspolitik
Das Gutachten zu den rechtlichen Folgen von Israels Besatzungspolitik (englisch Legal Consequences Arising from the Policies and Practices of Israel in the Occupied Palestinian Territory, including East Jerusalem, französisch Conséquences juridiques découlant des politiques et pratiques d’Israël dans le territoire palestinien occupé, y compris Jérusalem-Est) ist ein am 19. Juli 2024 veröffentlichtes nicht bindendes Gutachten (engl. advisory opinion) des Internationalen Gerichtshofs (IGH) mit Sitz in Den Haag über die Praktiken Israels in den besetzten palästinensischen Gebieten. Den Antrag hierzu stellte die Generalversammlung der Vereinten Nationen im Dezember 2022.
Das Gutachten urteilte, die israelische Besetzung der palästinensischen Gebiete sei illegal, Israel verstoße gegen die UN-Rassendiskriminierungskonvention und müsse schnellstmöglich und vollständig aus den Gebieten abziehen und Reparationen leisten. Die auf dem Gutachten basierende Resolution ES-10/24 wurde am 18. September 2024 mit großer Mehrheit von der UN-Generalversammlung angenommen; sie forderte Israels Rückzug aus den besetzten palästinensischen Gebieten binnen eines Jahres und forderte alle Mitgliedstaaten auf, die Einfuhr von Produkten aus israelischen Siedlungen in den Gebieten zu beenden und die Lieferung von Waffen an Israel einzustellen, „wenn ein begründeter Verdacht besteht, dass sie in den besetzten palästinensischen Gebieten eingesetzt werden könnten“.

## Vorgeschichte
Israel besetzt das Westjordanland, Ostjerusalem und den Gazastreifen seit 1967. Während Israel seine Siedlungen im Gazastreifen im Jahr 2005 aufgab, werden insbesondere im Westjordanland und in Ostjerusalem immer mehr Siedlungen für die jüdische Bevölkerung gebaut und Gebiete für den Bau weiterer Siedlungen beschlagnahmt. Damit gehen faktisch zwei separate Rechtssysteme einher: eines für Israelis und eines für Palästinenser, für die nur Militärrecht gilt.
Im Juli 2004 hatte der Internationale Gerichtshof erklärt, die von Israel im Westjordanland errichtete Mauer verstoße gegen internationales Recht und müsse abgerissen werden. Israel leistete dem nicht Folge. Der UN-Sicherheitsrat verurteilte israelische Siedlungen auf palästinensischem Gebiet im Jahre 2016 in Resolution 2334 als „flagranten Verstoß“ gegen das Völkerrecht.
Im Dezember 2022 ging Benjamin Netanjahu ein Bündnis mit rechtsextremen Koalitionspartnern ein, um eine neue israelische Regierung zu bilden. In der Koalitionsvereinbarung steht: „Das jüdische Volk hat ein exklusives und unbestreitbares Recht auf alle Teile des Landes Israel. Die Regierung wird die Besiedlung in allen Teilen des Landes, in Galiläa, dem Negev, dem Golan und Judäa und Samaria fördern und entwickeln.“ Damit erklärte die israelische Regierung zum ersten Mal in Israels Geschichte in einer Koalitionsvereinbarung, dass sie das alleinige Recht auf das besetzte Westjordanland (in der Vereinbarung Judäa und Samaria genannt) habe.
Die UN-Generalversammlung beauftragte darauf den Internationalen Gerichtshof am 30. Dezember 2022, die rechtlichen Folgen der seit 1967 andauernden israelischen Besetzung der palästinensischen Gebiete – Westjordanland, Gazastreifen und Ostjerusalem – zu klären. Bei Anhörungen im Februar 2024 präsentierten 49 UN-Mitgliedsstaaten und drei internationale Organisationen Stellungnahmen; die Mehrheit der angehörten Staaten plädierte dafür, die Besatzung für illegal zu erklären.
Die in dem Gutachten enthaltene Bewertung der Rechtslage war unabhängig von dem am 7. Oktober 2023 begonnenen Krieg in Israel und Gaza. Ebenso war das Gutachten unabhängig von der zur selben Zeit beim IGH anhängigen Völkermordklage Südafrikas.

## Entscheidung des Gerichts
Die Entscheidung wurde am 19. Juli 2024 von Nawaf Salam, dem Präsidenten des Gerichts, verkündet. Die Richter entschieden 11:4, „dass die anhaltende Präsenz Israels in den palästinensischen Gebieten unrechtmäßig ist“; Israel müsse die Besatzung „so schnell wie möglich beenden“.
Das Gericht erklärte ferner, dass das Überführen von Siedlern ins Westjordanland und nach Ostjerusalem sowie die Aufrechterhaltung ihrer Präsenz durch Israel gegen Artikel 49 der Vierten Genfer Konvention verstoße. Mit einer Mehrheit von 14:1 (gegen Julia Sebutinde) entschieden die Richter, Israel müsse alle neuen Siedlungsaktivitäten unverzüglich einstellen, alle bestehenden Siedler – etwa 700.000 Menschen – aus den besetzten Gebieten evakuieren und Reparationen an alle Palästinenser zahlen, denen durch die Besatzung Schäden entstanden waren.
Die Richter entschieden zudem mit einer Mehrheit von 12:3, andere Staaten und internationale Organisationen dürften die Situation weder als legal anerkennen noch zu ihrer Aufrechterhaltung beitragen. Weitere Schritte müssten von der UN-Vollversammlung und dem UN-Sicherheitsrat beschlossen werden. Der deutsche Richter Georg Nolte und die amerikanische Richterin Sarah Cleveland stimmten in allen diesen Punkten mit der Mehrheit.
Das Gutachten bezeichnete Israels Praxis als völkerrechtswidrige Annexion. Israel wolle in den Gebieten eine dauerhafte Hoheitsgewalt ausüben. Israel verstoße damit gegen das Selbstbestimmungsrecht der Palästinenser sowie gegen das Gewaltverbot und Artikel 3 der Rassendiskriminierungskonvention, der rassische Segregation und Apartheid verbietet.

### Sondervoten
Der deutsche Richter Nolte widersprach in einem Sondervotum der Feststellung, dass ein Verstoß gegen Artikel 3 der Konvention erwiesen sei. Der betreffende Absatz in dem Gutachten könne auch nicht so verstanden werden, dass nach Meinung des Gerichtshofes Apartheid vorliege; das Gutachten habe offen gelassen, ob es sich um rassische Segregation oder Apartheid handele.
Der japanische Richter Iwasawa Yuji erklärte in seinem Sondervotum, der Gerichtshof habe Israels Politik nicht als Apartheid bezeichnet.
IGH-Präsident Nawaf Salam und der südafrikanische Richter Dire Tladi äußerten in ihren Erklärungen die Meinung, dass die in dem Gutachten festgestellten, dem Verweis auf Artikel 3 zugrunde liegenden Sachverhalte Apartheid gleichkämen.
Julia Sebutinde vertrat in einem Sondervotum die Ansicht, dass unklar sei, ob die Gebiete in Frage tatsächlich als „palästinensisch“ und „okkupiert“ anzusehen seien, da vielmehr Israel im Rahmen des Völkerrechtsgrundsatzes Uti possidetis iuris legitime Rechtsansprüche auf diese Gebiete geltend machen könne.

## Internationale Reaktionen
Israels Ministerpräsident Benjamin Netanjahu beschrieb das Gutachten als „absurd“ und erklärte, Israel werde sich nicht daran halten. Auf X sagte er, unter Bezugnahme auf biblische Zeiten, das Westjordanland und Ostjerusalem seien Teile des jüdischen Heimatlands: „Das jüdische Volk ist kein Eroberer in seinem eigenen Land – nicht in unserer ewigen Hauptstadt Jerusalem und nicht im Land unserer Vorfahren in Judäa und Samaria“. Letzteres ist eine israelische Bezeichnung für das palästinensische Westjordanland. Der israelische Finanzminister Bezalel Smotrich schrieb auf X: „Die Antwort auf Den Haag – Souveränität jetzt“ und sprach sich damit für die formelle Annexion des Westjordanlands aus.
Das Büro des Präsidenten der Palästinensischen Autonomiebehörde, Mahmud Abbas, ließ verlauten, es handele sich um eine „historische“ Entscheidung, zu deren Umsetzung Israel „gezwungen“ sei.
Die Vereinigten Staaten kritisierten die sehr weitreichende Natur des Gutachtens; dies würde die Bemühungen um eine Lösung des Konflikts erschweren.
Der EU-Außenbeauftragte Josep Borrell sagte, die Einschätzung des Internationalen Gerichtshofes, dass Israels anhaltende Präsenz in den palästinensischen Gebieten unrechtmäßig sei, stimme „weitgehend mit den Positionen der EU überein“. Angesichts weltweiter Völkerrechtsverstöße sei es „unsere moralische Pflicht, unser unerschütterliches Engagement für alle IGH-Entscheidungen zu bekräftigen, unabhängig von dem jeweiligen Thema“.
Die deutsche Bundesregierung sagte, sie sehe ihre eigenen Positionen in dem Gutachten „in vielen Punkten“ bestätigt. Dies gelte insbesondere für „den Bau weiterer Siedlungen“. Das Gutachten sei rechtlich zwar nicht bindend, „aber für die internationale Gemeinschaft natürlich relevant“. Außenministerin Annalena Baerbock sagte, die israelische Regierung sei „gut beraten, dieses Gutachten ernst zu nehmen und vor allen Dingen endlich den Weg freizumachen für eine Zweistaatenlösung“. Es sei schon vorher klar gewesen, dass „die Siedlungspolitik der israelischen Regierung völkerrechtswidrig ist“.
Das österreichische Außenministerium erklärte, man halte die israelische Siedlungspolitik ebenfalls für völkerrechtswidrig. Von Borrells Aussage, die EU stimme dem Gutachten weitgehend zu, wolle man sich jedoch distanzieren – sie sei mit den Mitgliedsstaaten „nicht akkordiert“ gewesen. Man habe das Gutachten „zur Kenntnis genommen“ und werde es nun umfassend prüfen.

## Bewertung von Völkerrechtlern in der Presse
Stefan Talmon hielt das Gutachten trotz seines nicht bindenden Status für „monumental“. Der IGH habe damit die grundsätzliche Rechtslage geklärt; dies könne bei zukünftigen Verfahren vor dem EU-Gerichtshof und nationalen Gerichten eine große Rolle spielen. Aus der Erklärung, dass andere Staaten die Aufrechterhaltung der Besetzung nicht unterstützen dürften, könnten sich etwa Fragen für den Verkauf von Produkten ergeben, die in Siedlungen im Westjordanland hergestellt werden.
Matthias Goldmann, Professor für internationales Recht an der EBS-Universität in Wiesbaden, sprach von einer „Zeitenwende“; das Gutachten „dürfte erhebliche völkerrechtliche, völkerrechtspolitische, geopolitische und erinnerungspolitische Konsequenzen nach sich ziehen“. Der Völkerrechtsprofessor Marko Milanovic (University of Reading) bezeichnete das Gutachten als „eine der bedeutsamsten Entscheidungen“ des Gerichtshofes.
Claus Kreß sagte, der IGH habe mit seinen weitreichenden Feststellungen die Hoffnungen derjenigen Staaten fast vollständig erfüllt, die sich das Gutachten gewünscht hatten. Nur in drei Punkten habe der Gerichtshof ihren möglichen Wünschen nicht entsprochen: Erstens forderte er Israel nicht zur sofortigen und bedingungslosen Räumung der palästinensischen Gebiete auf, zweitens wurde Israels Diskriminierung gegen Palästinenser zwar als menschenrechtswidrig und als Verstoß gegen Artikel 3 der UN-Rassendiskriminierungskonvention verurteilt, aber nicht ausdrücklich als „Apartheid“ bezeichnet – der fragliche Passus war „konstruktiv uneindeutig“ formuliert geworden und ließ verschiedene Lesarten zu –, und drittens sei die Frage der Staatlichkeit Palästinas im völkerrechtlichen Sinne offengeblieben. Kreß bedauerte, dass der Gerichtshof im Zusammenhang mit Israels Selbstverteidigungsrecht die „außergewöhnlich komplexe Geschichte und Natur des israelisch-palästinensischen Konflikts“ und kritikwürdige palästinensische Praktiken nicht genauer in den Blick genommen habe.
Ralph Janik (Sigmund Freud Privatuniversität Wien) bewertete das IGH-Gutachten als „vernichtend“; es sei eine „komplette völkerrechtliche Niederlage für Israel“.

## Resolution der UN-Generalversammlung am 18. September 2024
Die UN-Generalversammlung nahm am 18. September 2024 mit großer Mehrheit eine nicht bindende Resolution zur Durchsetzung des Gutachtens an. 124 Länder stimmten für die Resolution, 43 Länder enthielten sich, und 14 Länder, darunter Israel und die USA, stimmten dagegen. Europa war gespalten: Belgien, Frankreich, Malta, Norwegen, Portugal und Spanien stimmten für die Resolution; Deutschland, das Vereinigte Königreich, Italien, die Niederlande, Österreich, Schweden und die Schweiz enthielten sich; Tschechien und Ungarn stimmten gegen die Resolution.
Die Resolution forderte den Rückzug Israels aus den besetzten palästinensischen Gebieten binnen eines Jahres. Außerdem forderte sie alle Mitgliedstaaten auf, die Einfuhr von Produkten aus israelischen Siedlungen in den besetzten palästinensischen Gebieten zu beenden und die Lieferung von Waffen, Munition und Ausrüstungen an Israel einzustellen, „wenn ein begründeter Verdacht besteht, dass sie in den besetzten palästinensischen Gebieten eingesetzt werden könnten“.
Der Schweiz wurde ein Mandat erteilt, bezüglich des Nahost-Konflikts ein Treffen der Vertragsparteien der Genfer Konventionen zum Schutze der Zivilbevölkerung in Kriegszeiten einzuberufen. Diese Konferenz solle gemäß der Resolution in den nächsten sechs Monaten stattfinden. Am 6. März 2025 sagte die Schweiz die für den 7. März 2025 anberaumte Konferenz wegen Mangels einer „ausreichend kritischen Masse“ an Teilnehmern ab; Israel und die USA hatten schon im Vorfeld angekündigt, dass sie nicht teilnehmen würden, und am 6. März erklärten auch die arabischen Staaten, dass sie von einer Teilnahme absehen würden.